# Ekasipura, Dod Ballapur
Ekasipura là một làng thuộc tehsil Dod Ballapur, huyện Bangalore Rural, bang Karnataka, Ấn Độ.